# Rotazione
Una rotazione è il movimento di un corpo che segue una traiettoria circolare. In due dimensioni, cioè sul piano, una figura può ruotare attorno ad un punto detto centro di istantanea rotazione; in tre dimensioni, la rotazione avviene intorno ad una retta detta asse di istantanea rotazione e più in generale, una rotazione in n dimensioni avviene attorno ad uno spazio a (n-2) dimensioni.
Se il centro o l'asse di rotazione è completamente esterno all'oggetto che sta ruotando, si dice che il corpo descrive un'orbita: l'esempio tipico è quello della rivoluzione terrestre attorno al Sole. In caso contrario l'oggetto ruota su sé stesso, come farebbe una trottola.

## In matematica

Una sfera che ruota intorno a un suo asse

In geometria, per rotazione si intende quel movimento rigido avente come punti fissi un punto detto centro (in due dimensioni) o una retta detta asse (in tre dimensioni) di rotazione. Questo movimento sposta tutti i punti intorno al centro, o asse, di un angolo fissato. Questo formalizza la percezione sensoriale secondo cui ruotare un oggetto indeformabile equivale a variare l'angolazione di tutti i suoi punti della medesima quantità, lasciando cioè invariate le relazioni angolari reciproche. In particolare, una rotazione è una trasformazione che preserva il prodotto scalare.
Per distinguere le rotazioni dalle riflessioni si sottolinea la loro peculiarità di conservare, oltre alle angolazioni reciproche, anche l'orientazione della figura (in termini formali, il segno del prodotto scalare oltre che il modulo), cioè quella di mappare come si suol dire terne ordinate destrorse (sinistrorse) in terne destrorse (sinistrorse). Questo significa che se tre vettori ortogonali tra loro obbediscono alla regola della mano destra, allora continueranno a farlo anche dopo essere stati ruotati, cosa che invece non accade dopo una riflessione. Quest'ultima infatti manda terne destrorse in terne sinistrorse, e viceversa.
Le rotazioni, contrariamente alle riflessioni, possono essere viste come il risultato di un movimento continuo nel tempo (come in figura). Questa distinzione fra riflessioni e rotazioni, benché intuitiva, è espressa matematicamente in modo non banale e richiede alcuni concetti propri della topologia: una rotazione è isotopa alla funzione identità, mentre una riflessione no. Nel formalismo dell'algebra lineare, una rotazione nello spazio euclideo equivale ad una matrice ortogonale speciale (cioè a determinante positivo). In questo ambito si suole infine generalizzare il concetto di rotazione a spazi di Hilbert di dimensione generica, al limite infinita (nel qual caso si parla di operatori unitari).

## In fisica
Il concetto di rotazione in fisica è analogo a quello matematico, ma contrariamente a quest'ultimo ne viene sottolineata la natura dinamica introducendo una dipendenza continua dal tempo. Il parametro dinamico caratteristico della rotazione diventa così la velocità angolare (o l'accelerazione angolare) che a sua volta determina, attraverso il concetto di massa, il momento angolare (o l'energia cinetica di rotazione). Quest'ultima è la grandezza fisica che compare nelle equazioni del moto come risposta all'applicazione di un determinato momento meccanico.

## In astronomia

### Rotazione terrestre
La Terra ruota su se stessa alla velocità di 1 giro in circa 24 ore (vedi giorno sidereo).  Il suo asse di rotazione incontra la superficie terrestre in due punti, chiamati polo nord geografico e polo sud geografico.  Tale asse è inclinato rispetto all'eclittica, cioè al piano dell'orbita terrestre intorno al sole: questo fatto è causa del succedersi delle stagioni.
L'inclinazione dell'asse terrestre oscilla di circa 2º con un periodo di circa 40000 anni: attualmente è di circa 23º27‘.  Secondo alcuni studiosi, sono state queste oscillazioni a provocare le ere glaciali, variando la quantità di luce solare ricevuta dalle diverse parti della Terra.  L'asse ruota inoltre lentamente lungo il piano dell'eclittica, con un periodo di rotazione di circa 25000 anni: questo fenomeno è detto precessione degli equinozi.

## In anatomia
In anatomia si indicano con il termine rotazione i movimenti sull'asse longitudinale che si svolgono a livello degli arti. Quando il movimento rotatorio è diretto verso un piano frontale posteriore si parla di rotazione esterna o laterale, o extrarotazione, quando il movimento di rotazione è diretto verso un piano frontale anteriore si parla di rotazione interna o mediale, o intrarotazione.
Il movimento di rotazione dei due segmenti ossei distali dell'arto superiore (avambraccio e mano) prende il nome di pronazione se il movimento è diretto verso l'interno e supinazione se è diretto verso l'esterno.